# Tepuibasis nigra
Tepuibasis nigra là một loài chuồn chuồn kim trong họ Coenagrionidae.
Tepuibasis nigra được De Marmels miêu tả khoa học năm 2007.